# 급성 관상동맥 증후군
급성 관상동맥 증후군 ( ACS )은 심근의 일부가 제대로 기능하지 못하거나 사망하는 등 관상 동맥의 혈류 감소로 인한 증후군 (일련의 징후 및 증상)이다. 가장 흔한 증상은 중앙에 위치한 압박감 같은 흉통으로, 종종 왼쪽 어깨 또는 턱의 각도로 방사되며 메스꺼움 및 발한과 관련된다. 급성 관상동맥 증후군이 있는 많은 사람들은 특히 여성, 노인, 당뇨병 환자 에서 흉통 이외의 증상을 보인다.
급성 관상 동맥 증후군은 증상의 지속 기간, ECG 변화의 유무 및 혈액 검사 결과에 따라 세 가지 시나리오(STEMI, NSTEMI, 불안정 협심증)으로 세분된다. 일반적으로 증상이 30분 미만 지속되면 불안정형 협심증인다. 증상이 30분 이상 지속되면 급성 심근경색으로 진단한다.
ACS는 신체 활동이나 스트레스 중에 발생하고 휴식 시 해결되는 안정형 협심증과 구별되어야 한다. 안정형 협심증과 대조적으로, 불안정형 협심증은 갑자기, 종종 휴식을 취하거나 최소한의 노력으로, 또는 개인의 이전 협심증("점점 협심증")보다 적은 정도의 노력으로 발생한다. 새로 발생하는 협심증은 관상 동맥의 새로운 문제를 암시하므로 불안정 협심증으로도 간주된다.

## 증상
심장으로 가는 혈류가 심각하게 감소하는 주요 증상은 흉통으로, 가슴 주변이나 가슴 위가 조이는 느낌이 들며(항상 그런 것은 아니지만 종종) 왼쪽 팔과 턱의 왼쪽 각도로 퍼진다. 이는 발한, 메스꺼움 및 구토, 호흡곤란과 관련될 수 있다. 많은 경우에, 감각은 "비정형"이며, 통증은 다양한 방식으로 경험되거나 심지어 전혀 나타나지 않다(여성 환자와 당뇨병 환자에서 더 자주 나타남). 일부는 심계항진, 불안 또는 임박한 파멸감 (angor animi) 및 심하게 아픈 느낌을 보고할 수 있다. 가슴 불편함을 압력으로 기술하는 것은 ACS에 특이 적이지 않기 때문에 진단에 도움이 되지 않다.

## 병태생리
ACS 환자에서 죽종 파열은 죽종 미란(30%)에 비해 60%에서 가장 흔하게 발견되며, 따라서 관상 동맥을 막는 혈전이 형성된다. 플라크 파열은 ST 상승 심근 경색증 (STEMI)의 60%를 담당하는 반면, 플라크 침식은 STEMI의 30%를 담당하고 비 ST 상승 심근 경색증(NSTEMI)의 경우 그 반대인다. 플라크 파열에서 플라크의 내용물은 지질이 풍부하고 콜라겐이 부족하며 대식세포가 우세한 염증이 풍부하고 얇은 섬유질 캡으로 덮여 있다. 한편, 플라크 침식에서 플라크는 세포외기질, 프로테오글리칸, 글리코사미노글리칸이 풍부하지만 섬유성 캡, 염증 세포 및 큰 지질 코어가 없다. 관상동맥이 막힌 후에는 전신에 염증 매개체를 퍼뜨려 재관류 손상의 위험이 있다. 재관류 손상을 줄이는 데 있어 Cyclophilin D 의 역할에 대한 연구가 아직 진행 중이다.

## 진단
급성 흉통의 상황에서 심전도는 다양한 원인을 가장 확실하게 구별하는 검사인다. ECG는 가능하면 구급차 안에서를 포함하여 가능한 한 빨리 실시해야 한다. 이것이 급성 심장 손상을 나타내는 경우( ST 분절 융기, 새로운 좌각 차단 ), 혈관 성형술 또는 혈전 용해 형태의 심장 마비 치료가 즉시 지시된다(아래 참조). 이러한 변화가 없으면 불안정 협심증과 NSTEMI를 즉시 구별할 수 없다.
이는 흉통의 많은 잠재적 원인 중 하나일 뿐이므로 환자는 일반적으로 응급실 에서 흉부 엑스레이, 혈액 검사 ( 트로포닌 I 또는 T, H 와 같은 심근 표지자 포함)와 같은 여러 가지 검사를 받는다.

## 치료
ACS로 추정되는 사람들은 일반적으로 아스피린, 클로피도그렐 또는 티카그렐러, 나이트로글리세린으로 치료하고 흉부 불편감이 지속되는 경우 모르핀으로 치료한다. 아산화질소 와 같은 다른 진통제의 이점은 알려지지 않았다. 혈관 조영술은 ECG에서 새로운 ST 상승 또는 새로운 왼쪽 또는 오른쪽 bundle block이 있는 사람에게 권장된다. 사람의 산소 수치가 낮지 않은 한 추가 산소는 유용하지 않은 것으로 보인다.